# Fredric von Friesendorff
Fredric Reinhold von Friesendorff, född 24 december 1765 i Stockholm, död 2 december 1829 i Åbo, var en svensk friherre av ätten von Friesendorff, konduktör, militär och tecknare.
Han var son till kaptenen Carl Gustaf von Friesendorff och Maria Elisabet Wittkopff och från 1819 gift med Eva Maria Nordforss. von Friesendorff var konduktör vid fortifikationen 1792 och utnämndes till löjtnant 1809. Som tecknare medverkade han i konstakademiens utställningar med figur- och ornamentsteckningar som målare var han dilettant.